# Премиум (поезд 1/2)
«Татарстан» — бывшее название скорого поезда класса премиум (№ 001/002) Российских железных дорог, курсирующего ежедневно по маршруту Казань — Москва — Казань. Время в пути составляет 11 часов 50 минут. Поезд начал курсировать как «Татарстан» с 1993 года, но в 2009 году переведён в класс «Премиум» и утратил своё собственное имя и дизайн. Первоначальный номер поезда 027/028 сменился 02 сентября 2005 года.
В 2002 году поезд был сформирован в обновлённом составе. Заместитель министра путей сообщения РФ Хасян Зябиров на митинге прошедшем на привокзальной площади передал железнодорожникам Казани 12 вагонов для фирменного поезда «Татарстан». Каждый из вагонов оснащён кондиционером и биотуалетом. Таким образом состав поезда «Татарстан» состоит только из вагонов повышенной комфортности — вагоны Гранд де Люкс, бизнес-класс, экономкласс. Один из вагонов поезда оборудован купе для пассажиров с ограниченными возможностями.
С 1 августа 2006 в рамках договорённостей, зафиксированных в протоколе встречи президента ОАО «РЖД» Владимира Якунина и президента Республики Татарстан Минтимера Шаймиева, время движения поезда в пути сократилось с 12 ч. 25 минут до 10 часов 30 минут с сохранением всех прежних остановок.
В течение первого полугодия 2008 года «Татарстан» перевез 31 008 человек занимая в то время 8-е место среди фирменных поездов России по перевозке пассажиров.

## Маршрут
- Казань
- Юдино
- Арзамас
- Муром
- Вековка
- Черусти
- Люберцы
- Москва